# رقصة الموت (كتاب)
رقصة الموت (Danse Macabre) هو كتاب غير روائي لعام 1981 من تأليف ستيفن كينغ، عن أدب خيال الرعب في المطبوعات والتلفزيون والإذاعة والسينما والكوميديا وتأثير المخاوف والقلق المجتمعي المعاصر على هذا النوع من الادب. تم إعادة نشره في 23 فبراير 2010 بمقال جديد إضافي بعنوان «ما هو مُخيف».
تلخص فكرة رقصة الموت التأثيرات المختلفة على كتابة كينغ الخاصة ونصوص الأنواع المهمة في القرنين التاسع عشر والعشرين. كما يستكشف تاريخ هذا النوع الذي يعود إلى العصر الفيكتوري، لكنه يركز بشكل أساسي على الخمسينيات والسبعينيات من القرن الماضي (تقريبًا الفترة التي كانت تغطي حياة الملك في وقت النشر). يبرز كينغ كتابه بصيرة أكاديمية غير رسمية، ويناقش النماذج الأصلية، والمؤلفين المهمين، وأدوات السرد الشائعة، و «سيكولوجية الإرهاب»، ونظريته الرئيسية المتمثلة في «رعب ديونيسوس».
نشر كينغ رواية الموقف باللغة الإسبانية تحت عنوان «رقصة الموت» والتي تسببت في بعض الالتباس بين الكتابين مع الإصدار إسباني لاحقًا من هذه الرواية. حدث الشيء نفسه في البرازيل والبرتغال حيث قام كلا البلدين بترجمة الكتاب.

## الخلفية
في المقدمة، ينسب كينج الفضل إلى بيل طومسون، محرر رواياته الخمس الأولى المنشورة، وتحريره لاحقًا في دبل دي، باعتباره مصدر إلهام لإبداعه.
اتصل بيل بي، وقال: «لماذا لا تعمل كتابًا عن ظاهرة الرعب برمتها كما تراها؟ الكتب والأفلام والراديو والتلفزيون، كل شيء. سنفعله معًا، إذا كنت تريد.» هذا المفهوم أثار اهتمامي وأخافني في نفس الوقت.
أقنع طومسون كينج في النهاية أنه إذا كتب مثل هذا الاستبيان، فلن يضطر بعد ذلك للإجابة على أسئلة مقابلة مملة ومتكررة حول هذا الموضوع.

## التصنيف
يصنف كينغ هذا النوع من الكتب إلى ثلاثة مستويات تنازلية - الإرهاب والرعب والاشمئزاز.
- يصف الإرهاب بأنه «أفضل عنصر» بين الثلاثة، وهو العنصر الذي يسعى جاهداً للحفاظ عليه في كتاباته. مستشهدا بالعديد من الأمثلة، يعرّف «الإرهاب» على أنه اللحظة المشبوهة في حالة الرعب قبل الكشف عن الوحش الفعلي.
- كتب كينغ أن الرعب هو تلك اللحظة التي يرى فيها المرء المخلوق / الوحش الذي يسبب الرعب أو التشويق، «قيمة الصدمة».
- يقارن كينج أخيرًا الاشمئزاز بردود الفعل: وسيلة تحايل منخفضة التكلفة يعترف بأنه غالبًا ما يلجأ إليها في رواياته إذا لزم الأمر، مُعترفًا:

«إنني أدرك أن الإرهاب هو أروع المشاعر ولذا سأحاول إرهاب القارئ. لكن إذا وجدت أنني لا أستطيع الرعب، فسأحاول الرعب، وإذا وجدت أنني لا أستطيع الرعب، فسأذهب إلى الفزع. عندها لا أكون فخوراً.»

## الملخص
العمود الفقري للنص هو ملاحظات كينغ التدريسية من عدة دورات جامعية قام بتدريسها في السبعينيات. ومع ذلك، فإن رقصة الموت لديها أسلوب كتابة غير خطي ويعبر عن الرغبة في تجنب «الهراء الأكاديمي».
في المقدمة بعنوان «4 أكتوبر 1957 ودعوة للرقص»، يبدأ كينج بشرح سبب تأليفه للكتاب، ثم يصف الحدث نفسه: إطلاق القمر الصناعي السوفيتي سبوتنيك الذي ألهمه خوفًا عميقًا، كمقدمة شخصية لما يسميه «الرعب الحقيقي». ويتبع ذلك الفصل "Tales of the Hook"، وتحديدا "The Hook" ؛ أسطورة حضرية تدور حول عشاق صغار متوقفين في سيارة، والذين يتفادون بصعوبة هجوم سجين هارب بخطاف ليده. يستخدم كينج هذه الأسطورة لتوضيح ادعاءه بأن الرعب بشكل عام «لا يقدم أي توصيف أو موضوع أو حيلة معينة؛ لا يطمح إلى الجمال الرمزي».
في الفصل التالي، قام بإنشاء نموذج لوصف موضوعه المروّع. بعنوان "Tales of the Tarot"، استعار كينج المصطلح لوصف ملاحظاته حول الشخصيات النموذجية الرئيسية لنوع الرعب، والتي يفترض أنها تأتي من روايتين بريطانيتين وأخرى أيرلندية: مصاص الدماء (من دراكولا)، والمستذئب (من دكتور جيكل والسيد هايد)، و «الشيء بدون اسم» (من فرانكشتاين). في ضوء نشر العصر الفيكتوري المكبوت جنسياً لدراكولا، يرى كينج تيارًا جنسيًا خفيًا قويًا للقصة. يعتبر فرانكشتاين «مأساة شكسبير»، ولا يخطئ كينج في أن السيد هايد هو مستذئب «تقليدي»، ولكنه يرى الشخصية على أنها أصل النموذج الأصلي الحديث الذي تم تحديده لاحقًا من قبل المستذئبين. يجادل كينج بأن النموذج الأصلي للذئب الشرير ينبع من القاعدة والجانب العنيف للإنسانية. يتم بعد ذلك مراجعة هذه النماذج الأولية الرئيسية في سياقها التاريخي، بدءًا من مظاهرها الأصلية إلى ما يعادلها في العصر الحديث، وصولاً إلى شخصيات كرتونية لحبوب الإفطار.
يستأنف كينغ بعد ذلك مناقشته لنوع الرعب من خلال تقديم تعليق مفصل للرعب في جميع أشكال وسائل الإعلام، بدءًا من الراديو، ثم الانتقال إلى مراجعة نقدية للغاية للرعب التلفزيوني، وفصلين منفصلين عن الرعب في الصور المتحركة، وأخيراً يختتم بـ فحص رعب الخيال. يُخلص كينج في النهاية إلى أن الراديو، باعتباره وسيطًا للرعب، يتفوق على التلفزيون والأفلام، لأن طبيعة الراديو تتطلب استخدامًا أكثر نشاطًا للخيال..